# Strand Magazine
Strand Magazine var et månedligt tidsskrift grundlagt af George Newnes, der bestod af fiktive historier og faktuelle artikler. Det blev udgivet i Storbritannien fra januar 1891 til marts 1950 med i alt 711 udgivne blade. Den første udgave var dog til salg inden jul 1890. Det blev hurtigt populært, hvilket viste sig i slagstal på næsten 300.000 allerede fra første udgave. Salgstallene steg i de første måneder, inden de stabiliserede sig omkring 500.000 udgaver hver måned, hvilket hold indtil 1930'erne. Herbert Greenhough Smith var redaktør fra 1891 til 1930.
Magasinet er særlig kendt for at udgivet de første historier om Sherlock Holmes. Historien om Baskervilles Hund blev udgivet som en føljeton og medførte de højeste salgstal nogensinde for magasinet.